# Nderim Nedzipi
Nderim Nedzipi (Macedonisch: Ндерим Неџипи) (Skopje (Noord-Macedonië), 22 mei 1984) is een Macedonische voetballer die bij voorkeur als middenvelder speelt. Hij verruilde in januari 2014 Shkendija Tetovo voor Partizan Tirana.

## Carrière
Op zevenjarige leeftijd sloot hij zich bij zijn eerste voetbalclub aan: FK Sloga Jugomagnat Skopje, waar hij erg talentvol bleek te zijn. Uiteindelijk zou Nedzipi er tien jaar spelen tot hij werd opgemerkt door Duitse talentscouts bij de nationale U-17. Op 17-jarige leeftijd en na een stageweek bij Hertha Berlijn kreeg hij een contract voorgelegd. Tijdens het eerste seizoen onder trainer Jürgen Röber, speelde hij enkele duels voor de Duitse beker en zat hij tweemaal in de selectie voor de competitie. Huub Stevens nam het roer vervolgens over maar die gaf Nedzipi geen kansen, mede door blessures. Op verzoek van Jurgen Röber verhuisde Nedzipi in 2003 naar Vfl Wolfsburg. Röber werd echter na zes maanden ontslagen en vervangen door Eric Gerets, maar hij zette Nedzipi niet opzij.
Toch keerde de middenvelder in 2004 terug naar Macedonië. Na een meningsverschil en misverstand tussen managers ging Nedzipi aan het werk bij FK Vardar Skopje. Daar werd hij al snel weggehaald door trainer Gjore Jovanovski van FK Rabotnički Kometal Skopje die hem er absoluut bij wou. Hij werkte al samen met de speler bij zijn jeugdploeg Sloga Jugomagnat.
Zijn verblijf bij Rabotnički Kometal werd een succes. De club speelde met hem in de ploeg drie maal kampioen op vier jaar tijd. In 2008 werd eveneens de nationale beker binnengehaald, in de finale werd het 2-0, beide doelpunten van Nedzipi. De interesse uit West-Europa groeide terug en meer bepaald in België. Tijdens de zomer van 2008 kwamen er gesprekken met RC Genk, Sporting Lokeren en Lierse SK. Uiteindelijk koos de Macedoniër voor de laatste. Enigszins verrassend aangezien Lierse in de Tweede Klasse uitkwam maar het bestuur, onder leiding van Maged Samy, kon hem overtuigen door de ambities van de club. Begin januari 2011 besloten Lierse en Nedzipi hun contract te verbreken.